# Waszkowce
Waszkowce (ukr. Вашківці, trb. Waszkiwci) – miasto na Ukrainie w rejonie wyżnickim obwodu czerniowieckiego, nad Czeremoszem.
W latach 80. XIX wieku w mieście powstała czytelnia polska, a w 1909 oddano do użytku Dom Polski.
Znajduje się tu stacja kolejowa Waszkowce, położona na linii Zawale – Wyżnica.

## Liczba mieszkańców
W 1989 liczyło 5811 mieszkańców.
W 2013 liczyło 5406 mieszkańców.